# Canscora
Canscora es un género  de plantas con flores perteneciente a la familia Gentianaceae.  Comprende 38 especies descritas y de estas solo 9 aceptadas.

## Taxonomía
El género fue descrito por  Jean-Baptiste Lamarck y publicado en Encyclopédie Méthodique, Botanique 1: 601. 1785. La especie tipo es: Frankenia laevis L.'

## Especies aceptadas
A continuación se brinda un listado de las especies del género Canscora aceptadas hasta marzo de 2014, ordenadas alfabéticamente. Para cada una se indica el nombre binomial seguido del autor, abreviado según las convenciones y usos.
- Canscora alata (Roth) Wall.
- Canscora andrographioides Griff. ex C.B.Clarke
- Canscora concanensis C.B.Clarke
- Canscora diffusa (Vahl) R.Br. ex Roem. & Schult.
- Canscora heteroclita (L.) Gilg
- Canscora macrocalyx Miq.
- Canscora perfoliata Lam.
- Canscora roxburghii Arn. ex Miq.
- Canscora schultesii Wall. ex Griseb.